# Kanton Savignac-les-Églises
Der Kanton Savignac-les-Églises war von 1790 bis 2015 ein französischer Wahlkreis im Arrondissement Périgueux, im Département Dordogne und in der Region Aquitanien; sein Hauptort war Savignac-les-Églises, Vertreter im Generalrat des Départements war zuletzt von 2004 bis 2015 Jean-Claude Pinault. 

## Geografie
Der Kanton war 240,45 km² groß und hatte 8 359 Einwohner (Stand: 1999). 

## Gemeinden
| Gemeinde                 | Einwohner Jahr | Fläche km² | Bevölkerungsdichte | Postleitzahl | Code INSEE |
| ------------------------ | -------------- | ---------- | ------------------ | ------------ | ---------- |
| Antonne-et-Trigonant     | 1213 (2013)    | –          | – Einw./km²        | 24420        | 24011      |
| Le Change                | 608 (2013)     | –          | – Einw./km²        | 24640        | 24103      |
| Cornille                 | 670 (2013)     | –          | – Einw./km²        | 24750        | 24135      |
| Coulaures                | 745 (2013)     | –          | – Einw./km²        | 24420        | 24137      |
| Cubjac                   | 723 (2013)     | –          | – Einw./km²        | 24640        | 24147      |
| Escoire                  | 443 (2013)     | –          | – Einw./km²        | 24420        | 24162      |
| Ligueux                  | 282 (2013)     | –          | – Einw./km²        | 24460        | 24239      |
| Mayac                    | 306 (2013)     | –          | – Einw./km²        | 24420        | 24262      |
| Négrondes                | 833 (2013)     | –          | – Einw./km²        | 24460        | 24308      |
| Saint-Pantaly-d’Ans      | 154 (2013)     | –          | – Einw./km²        | 24640        | 24475      |
| Saint-Vincent-sur-l’Isle | 280 (2013)     | –          | – Einw./km²        | 24420        | 24513      |
| Sarliac-sur-l’Isle       | 1051 (2013)    | –          | – Einw./km²        | 24429        | 24521      |
| Savignac-les-Églises     | 969 (2013)     | –          | – Einw./km²        | 24420        | 24527      |
| Sorges                   | 1305 (2013)    | –          | – Einw./km²        | 24420        | 24540      |

## Bevölkerungsentwicklung
| 1962 | 1968 | 1975 | 1982 | 1990 | 1999 |
| ---- | ---- | ---- | ---- | ---- | ---- |
| 5900 | 6455 | 6679 | 7157 | 8083 | 8359 |